# 小林大哲
小林 大哲（こばやし ひろあき、1992年〈平成4年〉4月28日 - 2017年〈平成29年〉1月21日）は、日本の千葉県出身のトライアスロン選手。身長165 cm、体重53 kg。

## 経歴
1992年、千葉県千葉市出身。順天堂大学スポーツ健康科学部を卒業。在学中は陸上部に所属し、長距離選手であった。2015年に愛媛県今治市にある日本食研に入社、実業団トライアスロン部に所属。トライアスロン歴半年でU23日本選手権優勝、愛南町いやしの郷トライアスロン大会2位。2016年の国内男子ランキングは10位であった。

### 事故死
2017年1月9日、日本代表強化合宿のため宮崎県に行った。同年1月21日、宮崎県綾町南俣でトライアスロンのナショナルチームのトレーニング中に崖から数十メートル下を流れる川の岩場に転落。緊急搬送されたが、約1時間半後に死亡が確認された。24歳没。